# Eutichiano di Adana
Eutichiano di Adana (in greco Εὐτυχιανός e in latino Eutychianus; Adana, VI secolo – Adana, VI secolo) è stato un agiografo cilicio, primo biografo di Teofilo di Adana.

## Biografia
Scrittore bizantino, biografo e allievo di Teofilo di Adana, scrisse la prima biografia del suo maestro, sostenendo che egli era un testimone oculare di ciò che stava accadendo.
Riconoscendo la componente storica degli eventi riguardanti Teofilo, la biografia descritta da Eutichiano viene generalmente  considerata apocrifa.
Nel IX secolo la storia di Teofilo, scritta da Eutichiano, venne tradotta, dall'originale greco, in latino da Paolo Diacono, vescovo di Napoli (da non confondere con Paolo Diacono).